# Pericoma gourlayi
Pericoma gourlayi är en tvåvingeart som beskrevs av Satchell 1950. Pericoma gourlayi ingår i släktet Pericoma och familjen fjärilsmyggor. Inga underarter finns listade i Catalogue of Life.